# Greeley (Marskrater)
Der Krater Greeley befindet sich in Noachis Terra, einem Teil des südlichen Marshochlands, zwischen den Einschlagsbecken Argyre und Hellas Planitia auf dem Mars. Er misst etwa 457 km im Durchmesser und wurde nach Ronald Greeley benannt.